# آيزو/آي إي سي 4909
آيزو/آي إي سي 4909 (بالإنجليزية: ISO/IEC 4909)‏ هو معيار دولي صادر من المنظمة الدولية للمعايير واللجنة الكهروتقنية الدولية، صدر المعيار في عام 2006 وتمت مراجعته في عام 2018. يُستخدم المعيار للبطاقات الائتمانية. وقد اعتُمِدَ هذا المعيار في العديد من البلدان، بما في ذلك الدنمارك وألمانيا والهند وهولندا ونيوزيلندا والنرويج والمملكة المتحدة وغيرها.